# Madeline Millán

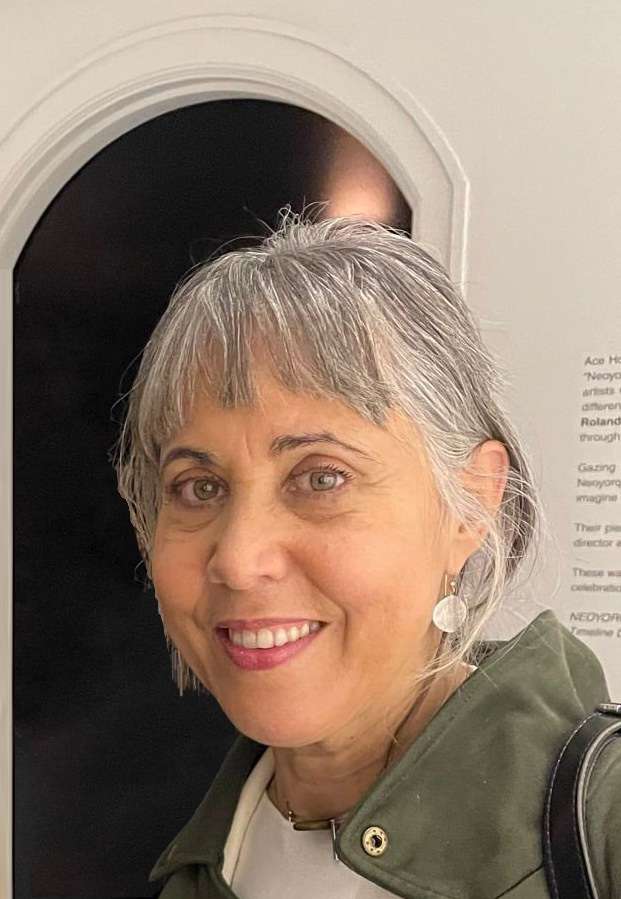
Madeline Millán im Januar 2022

Madeline Millán Vega (* 1959 in Coamo, Puerto Rico) ist eine boricuanische Journalistin und Lyrikerin sowie Professorin für spanische und lateinamerikanische Literatur. Ihre Werke wurden ins Englische, Portugiesische, Italienische, Französische und Arabische übersetzt.

Zusammen mit ihren beiden Brüdern wuchs sie ohne Vater und kaum bei ihrer Mutter auf, wie sie selbst in ihrem Curriculum vitae schreibt. Die Lebensumstände wären sehr bescheiden gewesen mit täglichem Kampf um das eigene Essen. Sie absolvierte ihre High School in Bayamón und schlug anschließend eine Akademische Laufbahn ein, ohne sich bewusst dafür zu entscheiden. Zunächst studierte sie Journalismus mit Bachelor-Abschluss im Wissen, dass Geisteswissenschaften und Literatur in fast allen Ländern als etwas für Reiche gilt: 

«Como en casi todos los países, la literatura se considera cosa de ricos.»

 Die Zulassungsvoraussetzungen waren streng, aber sie erklomm einen Studienplatz. Ihre Mutter setzte sie daraufhin vor die Tür. Nach diesem ersten akademischen Abschluss setzte sie an der Universität von Puerto Rico (UPR) ihr Studium mit Masterabschluss 1987 in Hispanistik fort. Zusammen mit Daniel Torres belegte sie in den 1980er Jahren einen Literaturworkshop der Dichterin María Arrillaga an der UPR in Río Piedras. Ihr Versuch, sich in Richtung des Theaters zu entwickeln, scheiterte.
Sie ging zu Jaime Giordano (1937–2015), der in den USA den Verlag Libros del Maitén leitete und später ihre Doktorarbeit betreuen sollte, und vollendete in New York City ihre Masterarbeit über drei Kurzgeschichten von Jorge Luis Borges. So erhielt sie ein Stipendium für die Stony Brook University und blieb zwei Jahrzehnte in der Stadt. Gleichzeitig war sie Mitglied verschiedener Zeitschriften-Redaktionen sowie deren Herausgeberin. 2017 erhielt sie ein Stipendium der Valparaíso Foundation in Mojácar in Spanien, um nach Fotos von Walen für ihr erzählendes, noch unveröffentlichtes Gedicht für Kinder Secreto escondido en un caracol zu zeichnen. Seit 2016 leitet sie zusammen mit Pilar Blanco (* 1959) Casa Pilar, eine Residenz für Künstler und Schriftsteller in Chapala in Mexiko.

## Rezeption
Der Ecuadorianische Schriftsteller, Jurist und Universitätsdozent Simón Zavala Guzmán (* 1943) attestiert ihr eine „schillernde und präzise Sprache“, durch die die Leser „in die Seele einer exquisiten Dichterin eintauchen, die in ihrem Inneren ein aufgewühltes Meer (ihr karibisches Meer) trägt und uns mit ihrer Lyrik von großem Format bewegt und gefangen nimmt, in der sich Sensibilität und Denken in einer außergewöhnlichen Symbiose verbinden, um uns zu erreichen.“ Guzmán spricht von „ästhetisch schöner Poesie, mühsam geformt und kraftvoll ausgedrückt. Madeline Millán Vega ist eine große und unübersehbare Dichterin.“

## Veröffentlichungen (Bücher)
- Que el mar no me falte, vorgestellt auf der Internationalen Buchmesse in der Dominikanischen Republik im April 2019
- Contracantos: Del aire a la rosa, Gedichte im Dialog mit 22 Gemälden zu Canto V, Dantes Göttlicher Comedia, 2013
- Día Cero, San Juan, Terranova 2012
- 365 esquinas, San Juan, Terranova 2009
- Leche/Milk, ausgezeichnet mit dem PEN National Poetry Award, Buenos Aires, Godot, Ediciones Bilingua, 2008
- De toros y estrellas, San Juna, Terranova 2004
- Para no morir por segunda vez, Buenos Aires, Senda-Vox 2002